# Ile Marc
Ile Marc är en ö i Kanada.   Den ligger i territoriet Nunavut, i den norra delen av landet, 3 600 km nordväst om huvudstaden Ottawa. Arean är 57 kvadratkilometer.
Terrängen på Ile Marc är platt. Öns högsta punkt är 105 meter över havet. Den sträcker sig 5,8 kilometer i nord-sydlig riktning, och 14,1 kilometer i öst-västlig riktning.
Trakten runt Ile Marc består i huvudsak av gräsmarker. Trakten runt Ile Marc är nära nog obefolkad, med mindre än två invånare per kvadratkilometer.